# Syntormon triangulipes
Syntormon triangulipes är en tvåvingeart som beskrevs av Becker 1902. Syntormon triangulipes ingår i släktet Syntormon och familjen styltflugor. Inga underarter finns listade i Catalogue of Life.